# Very Long Baseline Array

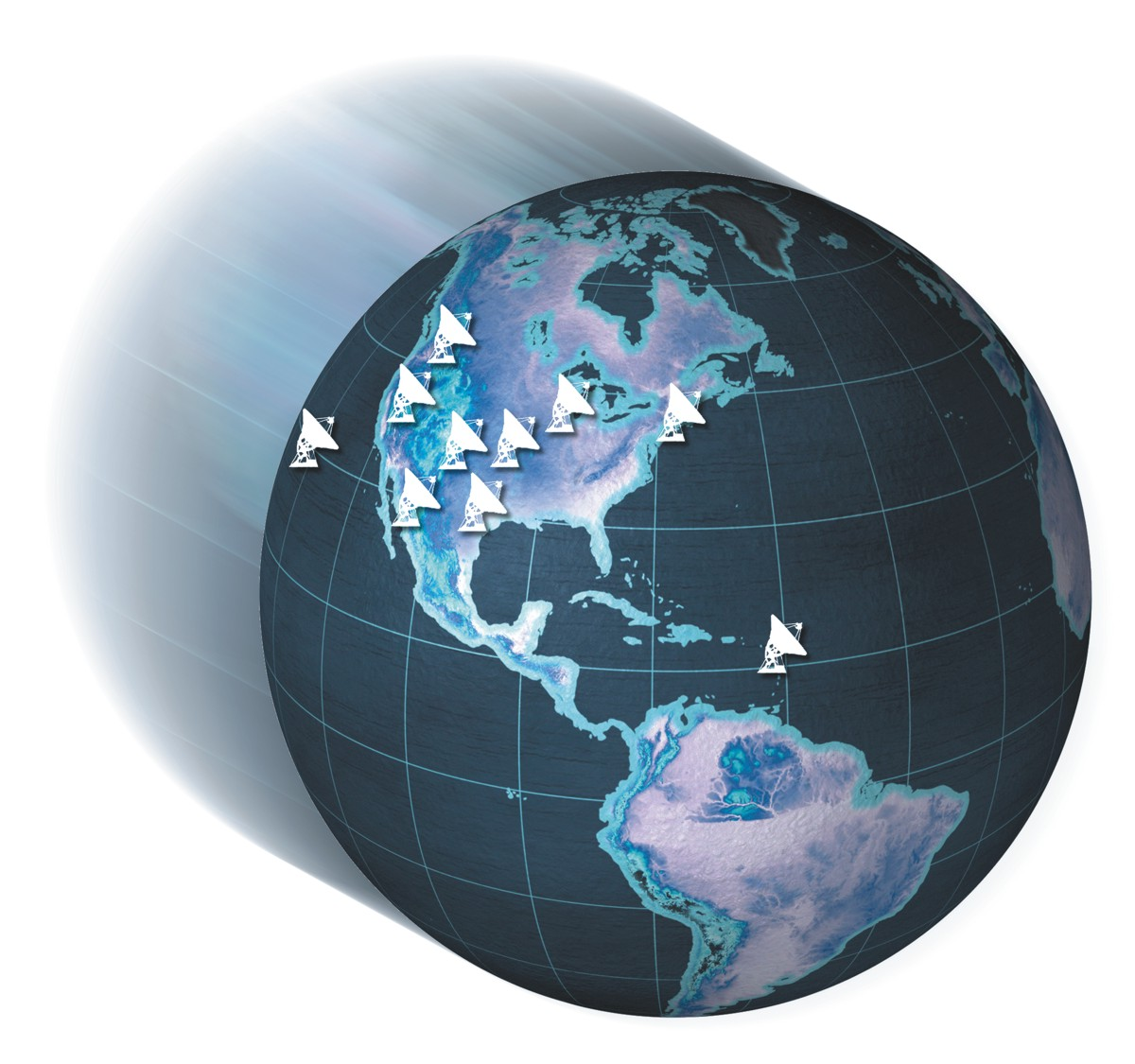
VLBA Standorte

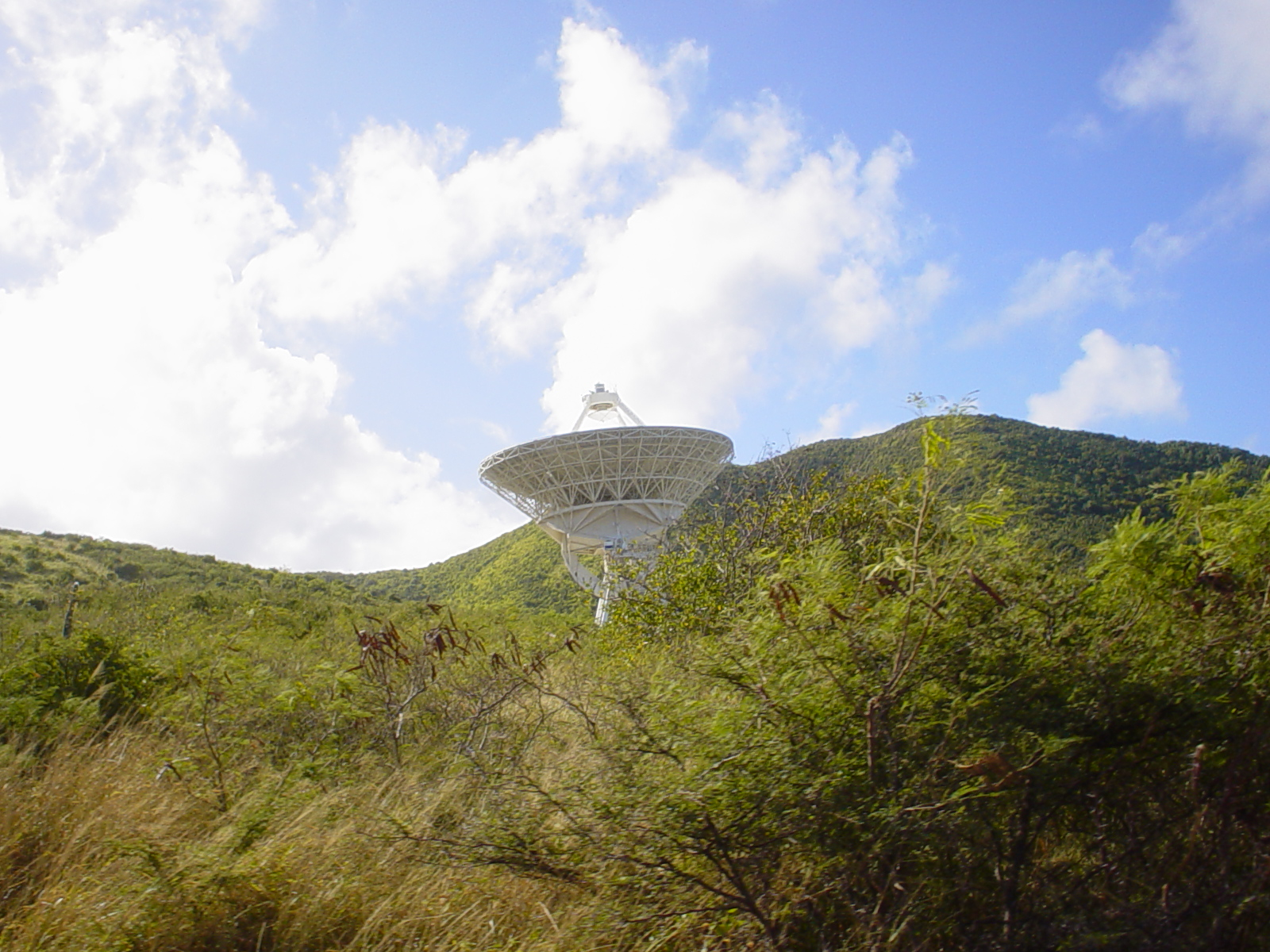
VLBA Parabolantenne in St. Croix

Das Very Long Baseline Array (VLBA) ist ein Radiointerferometer, mit dem nach den Verfahren der VLBI Radiobeobachtungen astronomischer Objekte mit höchster Winkelauflösung gewonnen werden können.
Die zehn Antennen des VLBA mit je 25 m Durchmesser und 240 Tonnen Gewicht sind über zehn Standorte in den USA verteilt:
- Mauna-Kea-Observatorium, Hawaii
- Owens Valley Radio Observatory, Kalifornien
- Brewster, Washington
- North Liberty, Iowa
- Hancock, New Hampshire
- Kitt-Peak-Nationalobservatorium, Arizona
- Pie Town, New Mexico
- Fort Davis, Texas
- Los Alamos, New Mexico
- Saint Croix (Amerikanische Jungferninseln)

Die größte Entfernung zwischen diesen Standorten ist 8611 km. Die Antennen verfügen über Empfänger für zehn Frequenzbereiche zwischen 1,2 und 96 GHz. Durch die langen Basislinien zwischen den Standorten erreicht das VLBA, je nach Frequenz,  eine Winkelauflösung von teilweise weniger als einer tausendstel Bogensekunde.
Mit dem Bau des VLBA wurde 1986 begonnen. Das VLBA wurde 1993 eingeweiht und wird vom National Radio Astronomy Observatory der USA betrieben. Die Zentrale befindet sich in Socorro, am Standort des Very Large Array.